# OM Tigre
L'OM Tigre è un autocarro medio prodotto dalla Officine Meccaniche (OM) dal 1958 al 1972.
Sostituì il modello Super Taurus.

## Storia
La OM decise nel 1958 di ampliare la sua gamma di autocarri dotati di nomi "zoologici" con il Tigre.
Con motore 4 cilindri in linea, avente cilindrata di 6870 cc e potenza max. di 105 CV a 1900 giri.
Poteva avere una massa a pieno carico tra 12 e 14 tonnellate e una portata utile compresa tra 6,5 e 7,5 tonnellate.
Fu sostituito dagli OM 120 - 140.